# Eupoa
Genre
Eupoa est un genre d'araignées aranéomorphes de la famille des Salticidae.

## Distribution
Les espèces de ce genre se rencontrent en Asie du Sud-Est, en Chine et en Inde.

## Liste des espèces
Selon World Spider Catalog (version 25.0, 06/07/2024) :
- Eupoa daklak Logunov & Marusik, 2014
- Eupoa hainanensis Peng & Kim, 1997
- Eupoa jingwei Maddison & Zhang, 2007
- Eupoa lehtineni Logunov & Marusik, 2014
- Eupoa lobli Logunov & Marusik, 2014
- Eupoa logunovi Wang & Li, 2022
- Eupoa maddisoni Wang, Li & Pham, 2023
- Eupoa maidinhyeni Wang, Li & Pham, 2023
- Eupoa nezha Maddison & Zhang, 2007
- Eupoa ninhbinh Wang, Li & Pham, 2023
- Eupoa pappi Logunov & Marusik, 2014
- Eupoa parva Logunov, 2024
- Eupoa pengi Liu, 2021
- Eupoa prima Żabka, 1985
- Eupoa pulchella Logunov & Marusik, 2014
- Eupoa schwendingeri Logunov & Marusik, 2014
- Eupoa thailandica Logunov & Marusik, 2014
- Eupoa yunnanensis Peng & Kim, 1997
- Eupoa zabkai Wang, Li & Pham, 2023

## Systématique et taxinomie
Ce genre a été décrit par Żabka en 1985 dans les Salticidae.

## Publication originale
- Żabka, 1985 : « Systematic and zoogeographic study on the family Salticidae (Araneae) from Viet-Nam. » Annales Zoologici, vol. 39, p. 197-485.